# Traxtorm Records
Traxtorm Records is een hardcore house-platenlabel uit Italië. Het werd opgericht door The Stunned Guys. Het is een sub-label van het grote Sonic Solution.
Na verloop van tijd zijn er onder Traxtorm Records ook nog enkele sub-labels ontstaan.

## Bekende artiesten
- Art Of Fighters
- Claudio Lancinhouse
- DJ Mad Dog
- The Stunned Guys